# Sanaâ Mssoudy
Sanaâ Mssoudy (en arabe : سناء امسودي), née le 30 décembre 1999 à Casablanca, est une footballeuse internationale marocaine qui joue au poste d'attaquante ou milieu offensif à l'AS FAR.

## Carrière en club
Mssoudy joue pour l'Association sportive des FAR. Club avec lequel elle remporte le championnat national et la Coupe du Trône plusieurs fois.
En 2016, l'AS FAR s'adjuge la Coupe de l'amitié Maroc-Émirats arabes unis en s'imposant à Dubaï face à Abu Dhabi sur le score de 4-2.
En novembre 2021, elle dispute la phase finale de la première édition de la Ligue des champions féminine de la CAF qui s'est jouée en Égypte.

### Ligue des champions 2021
Avec l'AS FAR, elle parvient à se qualifier pour la phase finale de la première édition de la Ligue des champions féminine de la CAF qui a lieu en Égypte. Elle est titularisée à toutes les rencontres.
Le 7 novembre 2021, elle inscrit les trois buts de l'AS FAR face aux Rivers Angels du Nigéria (victoire 3-0) lors de la première journée de groupe, faisant d'elle la première joueuse de l'histoire de la compétition à inscrire un triplé,.
Elle est nommée par la CAF parmi les finalistes pour le titre de joueuse africaine interclub de l'année 2022 et dans les 10 nommées pour le but de l'année 2022 en Afrique. Mais elle ne remporte aucun de ces deux prix.

### Ligue des champions CAF 2022: Sacre de l'AS FAR
Le 13 novembre 2022, l'AS FAR remporte la compétition pour la première fois de son histoire aux dépens du tenant du titre Mamelodi Sundowns après s'être imposée 4 buts à 0.
Bien que dans le groupe, Mssoudy n'entre en jeu à aucun des matchs lors de cette édition. Elle figure sur le banc des remplaçantes du match de poule contre Green Buffaloes.

### Ligue des champions CAF 2024: Finaliste malheureuse
Après avoir remporté le tournoi qualificatif de l'UNAF qui s'est déroulé en Algérie durant le mois d'août, l'AS FAR se qualifie pour la phase finale pour la 4e fois consécutive. Durant cette phase finale organisée au Maroc du 9 au 23 novembre, le club marocain remporte les trois matchs de poules et s'impose en demi-finale dans le temps additionnel face à l'équipe égyptienne du FC Massar (2-1). Toutefois, l'AS FAR s'incline en finale face au TP Mazembe (1-0). Sanaâ Mssoudy participe toutes les rencontres en tant que titulaire et inscrit 2 buts pour une passe décisive. Ses performances lui ont permis d'être élue meilleure joueuse du tournoi par la CAF et de figurer dans l'équipe-type de cette édition,.
Le 16 décembre 2024 à l'occasion des CAF Awards, la CAF lui décerne le trophée de meilleure joueuse africaine inter-club de l'année 2024.

## Carrière internationale

### Maroc -17 ans
Sanaâ Mssoudy participe à plusieurs stages avec la sélection marocaine des moins de 17 ans et prend part notamment aux éliminatoires (en) de la Coupe du monde féminine 2016 de la catégorie.
Le Maroc se fait sortir par le Ghana au dernier tour.

### Maroc -20 ans
Sanaâ Mssoudy compte quelques sélections avec l'équipe du Maroc -20 ans.
Elle participe aux qualifications africaines à la Coupe du monde 2018 de la catégorie.
Au premier tour, le Maroc affronte le Sénégal en septembre 2017.
Malgré une défaite au match retour à Dakar 2 à 1, les Marocaines se qualifient au second tour grâce à la victoire au match aller 2 à 0 dont un but de Mssoudy.
Le Maroc se fait éliminer au deuxième tour par le Nigéria en novembre 2017. Les coéquipières de Sanaâ Mssoudy s'inclinent au match retour à Benin City par 5 buts à 1. (Score au match aller : 1-1 à Salé)
Elle est convoquée par Mustapha Moslim pour une double confrontation amicale contre le Gabon en mai 2019. Lors du premier match, le Maroc s'impose sur le score de 8-0 avec un doublé de Sanaâ Mssoudy.

### Équipe du Maroc
Sanaâ Mssoudy est régulièrement appelée en sélection marocaine depuis 2017.
Elle marque son premier but international le 3 mars 2018 à l'occasion d'un match amical contre le Luxembourg à Tanger (victoire 7-1).
Avec la sélection, elle remporte en février 2020 le tournoi UNAF organisé en Tunisie.

#### Coupe d'Afrique des nations 2022
Mssoudy fait partie des joueuses retenues par Reynald Pedros pour prendre part à la CAN 2022 durant laquelle le Maroc décroche sa première qualification à la Coupe du monde de la FIFA pour l'édition 2023 en Australie / Nouvelle-Zélande.
Hormis le match d'ouverture contre le Burkina Faso, elle participe à toutes les rencontres de la compétition qui voit sa sélection atteindre la finale à l'issue de laquelle le Maroc s'incline devant l'Afrique du Sud (2-1). Durant cette édition, Mssoudy marque deux buts. Elle ouvre le score face au Botswana en quart de finale, puis inscrit le but égalisateur face au Nigéria en demi-finale.

#### Préparations à la Coupe du monde 2023
Dans le cadre des préparations à la Coupe du monde 2023, le Maroc dispute deux matchs amicaux en Espagne à Cadix contre la Pologne le 6 octobre 2022 et le Canada le 10 octobre 2022. Sanaâ Mssoudy entre en cours de jeu contre les Canadiennes. Cependant, pour des raisons de santé, elle ne participe pas aux stages qui suivent et manque par conséquent la Coupe du monde.
Après plusieurs mois d'absence, Sanaâ Mssoudy fait son retour en sélection en septembre 2023 pour prendre part à une double confrontation face à la Zambie. Les Marocaines s'inclinent lors des deux rencontres. La première à Casablanca sur le score 2-0 et la deuxième à Rabat sur un lourd score de 6 à 2. Mssoudy entre en jeu dans chacun des deux matchs.

#### Coupe d'Afrique 2024: Nouvel échec en finale
Elle ne retrouve la sélection qu'un an plus tard en étant convoquée pour disputer deux matchs amicaux contre la Tanzanie et le Sénégal respectivement les 25 et 29 octobre 2024 au Stade Père-Jégo. Les Marocaines remportent les deux rencontres avec un score de 4-1 face aux Tanzaniennes et une large victoire face aux Sénégalaises, 7-0. Sanaâ Mssoudy dispute uniquement la rencontre face au Sénégal contre qui elle démarre titulaire et provoque un pénalty transformé par Ibtissam Jraidi,. Le mois qui suit, elle est convoquée pour disputer deux matchs amicaux contre le Botswana et le Mali respectivement les 28 novembre et 3 décembre 2024. Le Maroc remporte les deux rencontres, 3-1 face au Botswanaises et 1-0 face aux Maliennes. Titularisée lors des deux matchs, Mssoudy provoque un pénalty contre le Mali.
Toujours dans le cadre des préparations à la CAN, elle est convoquée par Jorge Vilda pour disputer deux matchs amicaux internationaux, face au Ghana et Haïti respectivement les 21 et 25 février 2025 à Casablanca. Les Marocaines s'imposent face au Ghanéennes (1-0) et font match nul contre les Haïtiennes (1-1). Sanaâ Mssoudy dispute les deux matchs en tant que titulaire,.
Après une série de stages et matchs amicaux, la FRMF annonce le 24 juin 2025 la liste finale pour la CAN 2024. Sanaâ Mssoudy fait partie des joueuses retenues par Jorge Vilda. Le Maroc qui atteint la finale pour la deuxième fois consécutive, ne parvient pas à remporter le titre. Durant cette édition, les Marocaines terminent première de leur groupe après un nul face aux Zambiennes (2-2), une victoire face aux Congolaises (4-2) et un succès face aux Sénégalaises (1-0). En quart de finale, le Maroc élimine le Mali (3-1) puis s'impose en demi-finale aux tirs au but face Ghana (4-2, 1-1 après prolongations). Les joueuses de Jorge Vilda s'inclinent en finale face au Nigeria (3-2) après avoir mené au score (2-0) jusqu'à l'heure de jeu. Hormis le match du Sénégal, Sanaâ Mssoudy prend part à l'ensemble des rencontres du tournoi et inscrit le deuxième but marocain lors de la finale.

## Palmarès

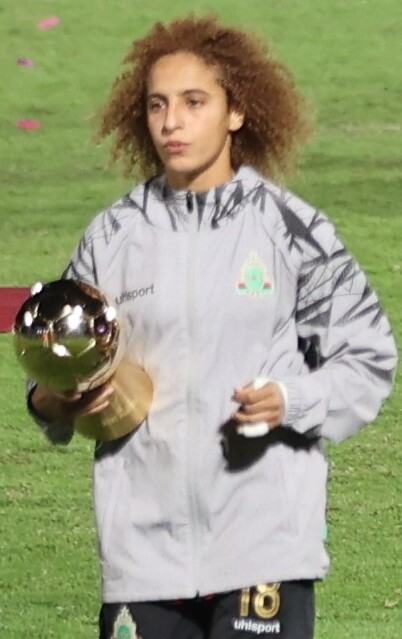
Mssoudy avec le trophée de meilleure joueuse de la Ligue des champions CAF 2024.

### En club
AS FAR
- Championnat du Maroc (9)
  - Championne : 2016, 2017, 2018, 2019, 2020, 2021, 2022, 2023 et 2025
- Coupe du Trône (8)
  - Vainqueur : 2016, 2017, 2018, 2019, 2020, 2021, 2022 et 2024
- Supercoupe Maroc-Émirats  (1)
  - Vainqueur : 2016
- Tournoi de l'UNAF (2) :
  - Vainqueur : 2021, 2024
- Ligue des champions de la CAF (1) :
  -  Vainqueur : 2022
  -  Finaliste :  2024
  -  3e place :  2021

### En sélection
Équipe du Maroc
- Coupe d'Afrique des nations
  -  Finaliste : 2022 et 2024
- Tournoi UNAF
  -  Vainqueur : 2020
- Coupe Aisha Buhari
  - 2e place : 2021
- Tournoi international de Malte
  - Vainqueur : 2022

### Distinctions individuelles
- Meilleure espoir du championnat marocain en 2018 par l'UMFP[29]
- Dans le onze-type de la Ligue des champions CAF 2021 par la CAF
- Dans le onze-type de la Ligue des champions CAF 2024 par la CAF
- Meilleure joueuse de la Ligue des champions CAF 2024 par la CAF
- Meilleure joueuse africaine inter-club 2024
- Meilleure joueuse du championnat marocain en 2025 par l'UMFP.